# Colline Metallifere

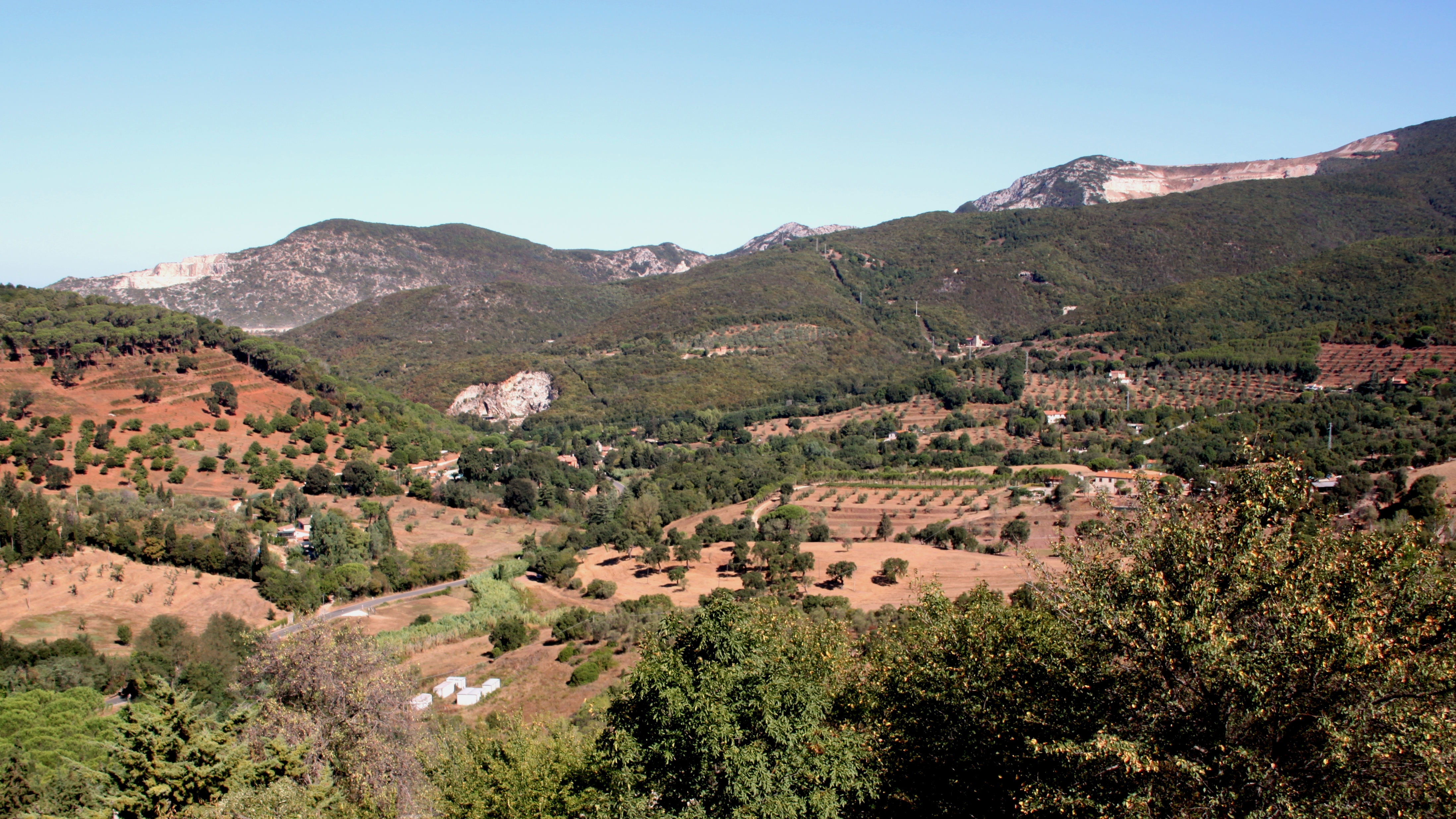
Colline Metallifere

De Colline Metallifere vormen een bergachtige streek in het westen van Toscane. Het gebied is gelegen tussen de Tyrrheense Zee en de rivieren Ombrone en Cecina. Het hoogste punt is de berg Le Cornate. Van de klassieke oudheid tot het begin van de 20e eeuw werd er aan mijnbouw gedaan. De naam betekent metaalhoudende heuvels. Er worden ertsen gevonden van ijzer (pyriet), koper (chalcopyriet), zink (zinkblende) en lood (galena).
De aanwezigheid van metaalertsen heeft sinds de prehistorie de economische ontwikkeling van de streek bepaald en speelde een aanzienlijke rol in de economie van de Etrusken. De gemeenten in de Colline Metallifere zijn: San Vincenzo, Sassetta, Campiglia Marittima, Suvereto, Monteverdi Marittimo, Pomarance, Castelnuovo di Val di Cecina, Radicondoli, Chiusdino, Monterotondo Marittimo, Montieri, Roccastrada, Massa Marittima, Gavorrano, Scarlino, Castiglione della Pescaia en Follonica.
In het dorp Larderello in de gemeente Pomarance is een groot industrieel complex waar aardwarmte uit de omgeving van het dorp wordt omgezet in elektriciteit. In 1905 was dit de eerste plaats ter wereld waar op deze wijze elektriciteit werd opgewekt.
Thans worden in Larderello en de omliggende dorpen hete dampen uit meer dan 30 fumarolen gebruikt voor geothermische centrales. 
De relatief rustige streek is geliefd bij mensen die kiezen voor een wandelvakantie.